# .es
.es là tên miền Internet cấp cao nhất dành cho quốc gia (ccTLD) của Tây Ban Nha. Được quản lý bởi Trung tâm Thông tin Mạng Tây Ban Nha.
Cho phép đăng ký vào tên cấp 2 hoặc tên cấp 3 dưới một vài loại tên cấp 2. Một số tiêu chuẩn và giới hạn được áp dụng cho việc đăng ký tên cấp 3 tùy thuộc vào tên cấp 2 là gì. Việc đăng ký tên cấp 2 cũng có một số giới hạn bao gồm yêu cầu người đăng ký phải có liên kết với Tây Ban Nha, nhưng những giới hạn đã được gỡ bỏ dần dần và kết thúc vào trước năm 2005, vào thời điểm đó người đăng ký tên miền cấp 2.es được mở rộng cho toàn thế giới. Do tính tương tự trong tiếng Anh, những từ kết thúc bằng -es. ccTLD.es có cách dùng tiềm năng để tạo ra việc lách tên miền (ngay cả tổ chức đăng ký chính cũng là một tên miền lách, red.es có nghĩa là nets (mạng))

## Tên miền cấp 2Q
Hiện tồn tại những tên miền cấp 2 sau:
- .com.es - mở rộng cho tất cả người dùng (thương mại)
- .nom.es - mở rộng cho tất cả người dùng (tên riêng)
- .org.es - mở rộng cho tất cả người dùng (tổ chức phi thương mại)
- .gob.es - cơ quan chính phủ
- .edu.es - cơ quan giáo dục

## Thay thế
Cho đến khi có sự giải phóng quyền ràng buộc tên miền tháng 11 năm 2005, đăng ký tên miền.es rất tốn kém và phiền hà so với những ccTLD khác. Các từ ngữ dùng cho tên cấp hai hoặc phải là một thương hiệu ở Tây Ban Nha, tên chính xác của một doanh nghiệp hoặc tổ chức hoặc là tên riêng và tối thiểu là tên đầu họ của cá nhân đăng ký. Những từ và nơi chốn thông thường không được phép đăng ký. Cũng có những yêu cầu tối thiểu ba ký tự trong tên, mặc dù có những ngoại lệ như hp.es (Hewlett-Packard Tây Ban Nha) và pp.es (Đảng Nhân dân) được cho phép. Như một cách thay thế, nhiều tổ chức thuộc Tây Ban Nha đã đăng ký dưới tên miền .com, .org hay .net. Vì những yêu cầu về danh tính nội địa rất mạnh của Tây Ban Nha, một vài tổ chức đã chọn những tên miền nước ngoài có gợi nhớ đến các vùng của Tây Ban Nha như .as cho Asturias hay ajuntament.gi Lưu trữ ngày 22 tháng 1 năm 2019 tại Wayback Machine, gợi nhớ đến thành phố tự trị Girona thông qua việc đăng ký ccTLD của Gibralta.

Việc ICANN thành lập .cat vào năm 2005 cho các trang liên quan đến ngôn ngữ và văn hóa Catalan được trông đợi là một thay thế hoặc bù đắp cho.es.